# Adriano Cevolotto

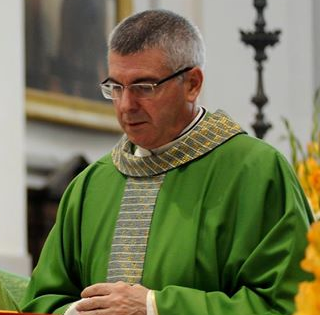
Adriano Cevolotto

Wappen von Adriano Cevolotto

Adriano Cevolotto (* 29. April 1958 in Treviso) ist ein italienischer römisch-katholischer Geistlicher und Bischof von Piacenza-Bobbio.

## Leben
Adriano Cevolotto besuchte das bischöfliche Knabenseminar und absolvierte anschließend die theologischen Studien am Priesterseminar. Am 26. Mai 1984 empfing er das Sakrament der Priesterweihe für das Bistum Treviso.
Nach weiteren Studien an der Theologischen Fakultät von Norditalien erwarb er das Lizenziat in systematischer Theologie. Neben verschiedenen Aufgaben in der Pfarrseelsorge war er lange Zeit in der Priesterausbildung tätig. So lehrte er jahrelang Sakramententheologie am Priesterseminar von Treviso, dessen Regens er von 2000 bis 2005 war. Zuvor war er zwei Jahre lang für die Weiterbildung der jungen Priester verantwortlich gewesen. Seit 2014 war er Generalvikar des Bistums Treviso.
Papst Franziskus ernannte ihn am 16. Juli 2020 zum Bischof von Piacenza-Bobbio. Der Bischof von Treviso, Michele Tomasi, spendete ihm am 26. September desselben Jahres die Bischofsweihe in der Kirche San Nicoló in Treviso. Mitkonsekratoren waren sein Amtsvorgänger Gianni Ambrosio und der Erzbischof von Modena-Nonantola, Erio Castellucci. Die Amtseinführung im Bistum Piacenza-Bobbio fand am 11. Oktober 2020 statt.